# Franz Kaym
Franz Kaym (* 20. Juni 1891 in Moosbrunn, Niederösterreich; † 12. Februar 1949 in Wien) war ein österreichischer Architekt.

## Leben
Der Bauernsohn Kaym besuchte in Wien die Bürgerschule, die Realschule und danach von 1905 bis 1909 die bautechnische Abteilung der Staatsgewerbeschule Wien 1. Er absolvierte nebenbei eine Maurer- und Steinmetzlehre. Von 1910 bis 1913 studierte er Architektur an der Akademie der bildenden Künste Wien bei Otto Wagner, gleichzeitig arbeitete er in Wagners Büro als technischer Zeichner. Von 1914 bis 1918 diente er im Ersten Weltkrieg in Bosnien.
Aufgrund ihrer 1919 veröffentlichten Studie „Wohnstätten für Menschen, heute und morgen“ galten Franz Kaym und Alfons Hetmanek als Experten für Siedlungsbau. Im Jahr 1920 bildete sie eine Arbeitsgemeinschaft, die 15 Jahre lang Bestand hatte, und ihr Büro erhielt einschlägige Aufträge seitens der Gemeinde Wien. In ihrer von Adolf Loos beeinflussten Studie von 1919 trat das Architektenduo nach Vorbild der englischen Gartenstadtbewegung für das Einfamilienhaus als gesündeste und billigste Form des Wohnens ein. Mit Förderung seitens der öffentlichen Hand sollten serienmäßig billige und genormte Reihenhäuser entstehen. Später entwarfen Kaym/Hetmanek aber auch Gemeindebauten vom Typ Volkswohnungspalast. Die Arbeitsgemeinschaft wurde 1935 in der Weltwirtschaftskrise aufgelöst.
In der Zeit des Nationalsozialismus war Kaym Mitglied von NSDAP und SS. Ab 1938 plante er mit dem Architekten Frank Schläger (1894–1978) unter anderem Industrieanlagen für die NS-Rüstungsindustrie in Mähren, in der Slowakei und in Ungarn. Nach dem Zweiten Weltkrieg wurde er vorübergehend mit Berufsverbot belegt.

## Werkverzeichnis

### 1920 – 1935
- Mannersdorf
  - 1924: Umbau des Pfarrhofes in Rathaus (mit Hetmanek)
  - 1924: Elektrizitätswerk
  - 1925: Kindergarten Wasenbruck
  - 1929: Volksschule
  - 1930: Schwimm-, Luft- und Sonnenbad
- Moosbrunn
  - 1925: Arbeiterkolonie der Glasfabrik (mit Hetmanek)
  - 1926: Ofenhalle der Glasfabrik
- Ostrava
  - 1928: Wohn- und Geschäftshaus (mit Hetmanek)
  - 1929: Grabmal der Familie Kidery (mit Hetmanek), Bildhauer F. Opitz
- Sigleß
  - 1926: Volksschule (mit Hetmanek)
- Sieggraben
  - 1928: Volksschule (mit Hetmanek)
- Wien
  - 1920: Medizinische Kliniken (mit Hetmanek)
  - 1921: Haus Wechsberg (mit Hetmanek)
  - 1922: Siedlungsanlage „Trautes Heim“ (mit Hetmanek)
  - 1922: Siedlungsanlage Elisabethallee (mit Hetmanek)
  - 1923: Siedlungsanlage Weißenböckstraße (mit Hetmanek)
  - 1923: Volkswohnhaus Feldgasse (mit Hetmanek)
  - 1924: Haus Neuhold (mit Hetmanek)
  - 1924: Wohnhaus Liesing  (mit Hetmanek)
  - 1925–1926: Wohnhausanlage „Karl-Höger-Hof“, Wien 11, Lorystraße 40–42 / Grillgasse 26–30 (mit Hetmanek und Hugo Gorge)
  - 1925–1927: Wohnhausanlage „Friedrich-Engels-Hof“, Wien 11, Herderplatz 5 (mit Hetmanek und Hugo Gorge)
  - 1925: Siedlungsanlage Schlöglgasse (mit Hetmanek)
  - 1927: Umbau Villa Braunschweig/Braunschweigschlößl (mit Hetmanek)
  - 1929: Erweiterungsbau der Fabrik „Kores“ (mit Hetmanek)
  - 1931: Siedlung „Am Flötzersteig“ (mit Hetmanek)
  - 1933: Siedlungsanlage „Am Spiegelgrund“ (mit Hetmanek)
  - 1933: Miethaus Lazarettgasse (mit Hetmanek)

### 1938 – 1945
- nach 1938: Kasernen
- 1939: Lehrlingsschule mit Internat für die Wirtschaftsgruppe Bauindustrie, Baden-Leesdorf, NÖ (mit Frank Schläger)
- 1945: Ortsplanung für Horn, NÖ; Sigmundsherberg und Hötzelsdorf, NÖ (mit Frank Schläger)

### Nach 1945
- 1946–1948: Anstaltskapelle, Mutter- und Krankenhaus der Barmherzigen Schwestern, Wien 6, Liniengasse 19 / Gumpendorfer Straße 108 (Entwurf und Bauleitung, Inneneinrichtung Hans Prutscher; 1956 Umbau durch Karl Simon)

## Schriften
- mit Alfons Hetmanek: Wohnstätten für Menschen, heute und morgen: eine Studie zur Wohnungsreform. Wien 1919.
- mit Arthur Roessler: Franz Kaym, Alfons Hetmanek, Architekten, Z. V. Elbemühl, Wien 1931, 64 Seiten.
- mit Alfons Hetmanek: Ratschläge für die Einrichtung von Apartments. Wien o. J.